# Rue O'Connor
Pour les articles homonymes, voir O'Connor.
La rue O'Connor est une artère du centre-ville d'Ottawa, Ontario, Canada. Il s'agit d'une route nord-sud, fonctionnant à sens unique vers le sud, offrant une voie de circulation clé parallèle à Bank Street. Elle est nommée en hommage à Daniel O'Connor, un pionnier de Bytown, qui est par la suite devenue Ottawa.
La route débute à la rue Wellington, sur la Colline du Parlement, et se dirige vers le sud en direction de la Queensway (autoroute 417) où se trouve une rampe d'accès en direction ouest. Au sud de Queensway, O'Connor continue d'être une rue locale dans le quartier de la Glèbe jusqu'à ce qu'elle ce qu'elle croise l'avenue Holmwood au sud.
En 2016, une piste cyclable à double sens a été aménagée le long du côté est de la rue.

## Carrefours principaux
(du Nord au Sud) :
- Rue Wellington
- Rue Sparks
- Rue Albert
- Rue Slater
- Avenue Laurier
- Rue Somerset
- Avenue Gladstone
- Rue Catherine
- Autoroute 417 ( Queensway )
- Rue Isabella
- Cinquième Avenue
- Avenue Holmwood